# Hjörvard Ylving
Hjörvard Ylving är en östgötsk viking omnämnd i Ynglingasagan och i Sagobrott. Han tillhör ylvingarnas ätt och är således släkt med en annan berömd hjälte Helge Hundingsbane. Enligt Sagobrott skall Hjörvard ursprungligen ha ägt Östergötland. I Ynglingasagan är han emellertid landlös. Han äktar kung Granmar av Södermanlands dotter Hildegun. Det avtalades att Hjörvard skall vara kvar hos Granmar eftersom denne inte har någon son.
Kung Ingjald Illråde som styr över svearna försöker angripa de två mågarna. Men till deras manskap ansluter sig även den östgötske kungen Högne, vars dotter Hilda är gift med Granmar, samt hans son Hilder, varvid Ingjald besegras. Fred sluts så småningom, vilken beseglas med eder. Ingjald bryter emellertid eden och bränner både Hjörvard och Granmar inne vid en gästning på Selaön.
Hjörvard skall ha haft en son vid namn Hjörmund, som Ivar Vidfamne, efter segern över Ingjald, skänker Östergötland, då hans fader Hjörvard tidigare innehaft styret där.